# Абу Дауд
Абу́ Дау́д Сулейма́н ибн аль-А́ш’ас ас-Сиджиста́ни известный как Абу́ Дау́д (араб. أبو داود السجستاني‎;
817, Систан — 888, Басра) — мухаддис, автор сборника хадисов «Сунан Абу Дауд».

## Биография
Его полное имя: аль-Имам ас-Сабт Саййид аль-Хуффаз Сулейман ибн аль-Ашас ибн Исхак аль-Азди ас-Сиджистани. Абу Дауд родился в 817 году в городе Систан, на юго-востоке Ирана и юго-западе Афганистана. Он был арабом из племени Азд, которое было одним из крупнейших племён Аравийского полуострова. С началом распространения ислама некоторые из аздитов стали поселятся в разных уголках Арабского халифата. Предок Абу Дауда, Имран погиб в битве при Сиффине, сражаясь на стороне халифа Али.
Жил в Басре. Для того, чтобы собрать хадисы Абу Дауд посетил Хорасан, Ирак, Египет, Сирию, Хиджаз и другие уголки Халифата. Когда он совершил своё первое путешествие, ему было меньше двадцати лет. Обучался хадисам у более чем 300 мухаддисов, среди которых были такие известные мухаддисы как Абу Салама, Ахмад ибн Ханбаль, Ибн Абу Шейба, Яхья ибн Маин и многие другие.
Основное внимание Абу Дауд уделял хадисам правовой тематики. Считал применение в правовых вопросах любого «слабого» хадиса более лучшим, чем следование суждению по аналогии.
Умер в 889 году в Басре.

## Труды
Абу Дауд является автором около 21 книги, самыми известными из которых являются:
- Сунан Абу Дауда — сборник хадисов, содержащий около 4800 хадисов.
- Китаб аль-Марасиль — сборник хадисов, содержащий 600 хадисов-мурсаль.
- Рисалат Абу Дауд иля ахли Макка — письмо к жителям Мекки с описанием его «Сунана»[5].

### Сунан Абу Дауда
Сунан Абу Дауда занимает третье место из шести признанных суннитскими учёными сборников хадисов после сборников имамов аль-Бухари и Муслима. Хадисы из «Сунана» являются веским доказательством по многим вопросам шариата. Часто в Сунане можно встретить хадисы, которых нет в сборниках аль-Бухари и Муслима. Многие учёные высоко оценили труд Абу Дауда, поскольку он очень тщательно отбирал хадисы и внёс в свой сборник около 4800 хадисов из исследованных им 500 000 хадисов. Многие хадисы достигают степени достоверных.
Существует несколько списков «Сунана», в текстах которых имеются незначительные расхождения.